# Saulxures-lès-Nancy
 Saulxures-lès-Nancy  là một xã thuộc tỉnh Meurthe-et-Moselle trong vùng Grand Est đông bắc nước Pháp. Xã này nằm ở khu vực có độ cao trung bình 222 mét trên mực nước biển.